# Februarhochwasser 1946 in Herford
Das Februarhochwasser 1946 in Herford war ein Jahrhunderthochwasser im Flussgebiet der Werre, das als Teil des Weserhochwassers 1946 die ostwestfälische Stadt Herford vom 8. bis 10. Februar 1946 traf. Die Hochwasserwelle überschwemmte große Teile der Herforder Innenstadt.

## Hochwasserentwicklung

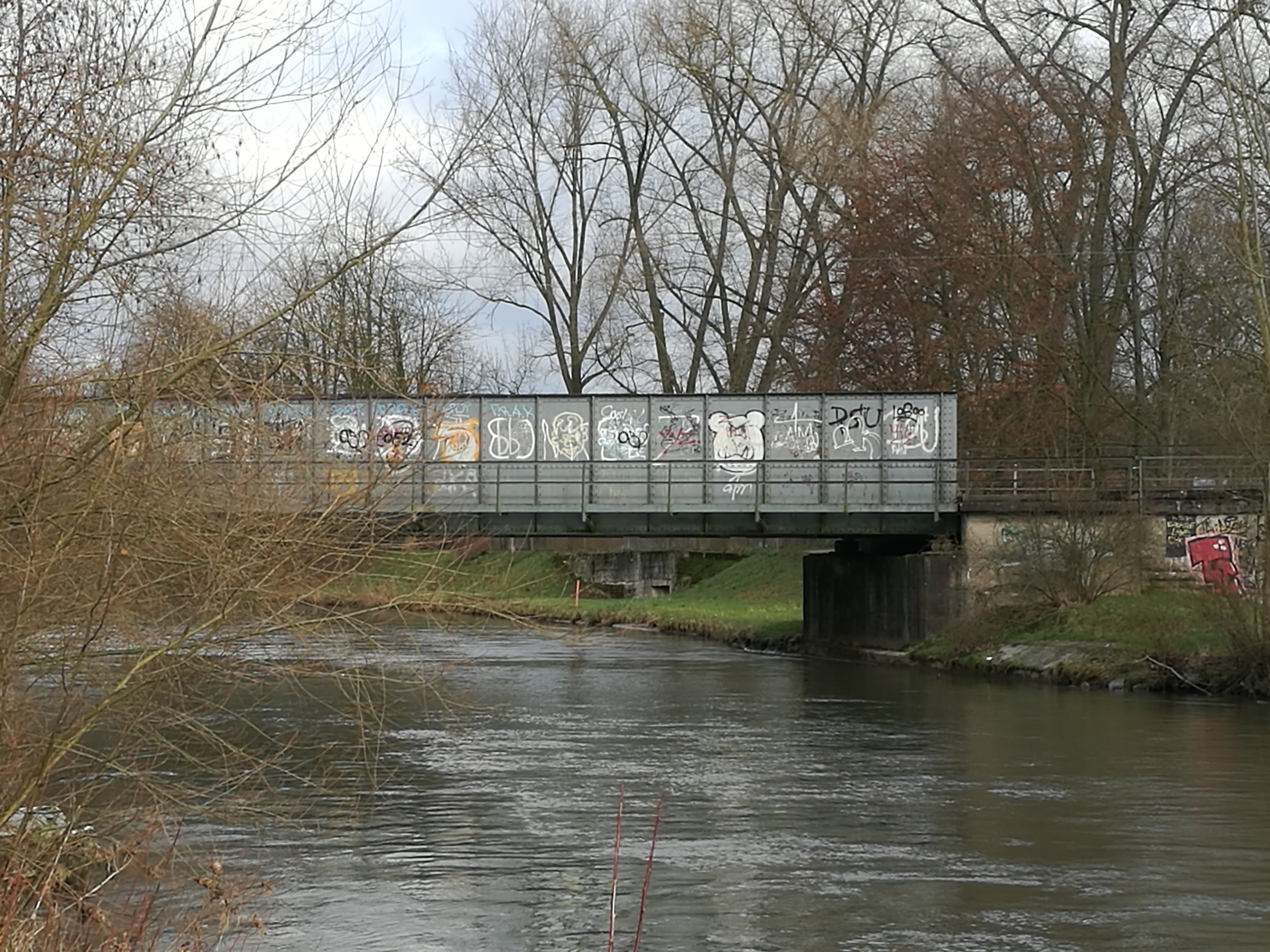
Nach dem Zweiten Weltkrieg wieder aufgebaute Eisenbahnbrücke der Strecke Herford-Altenbeken

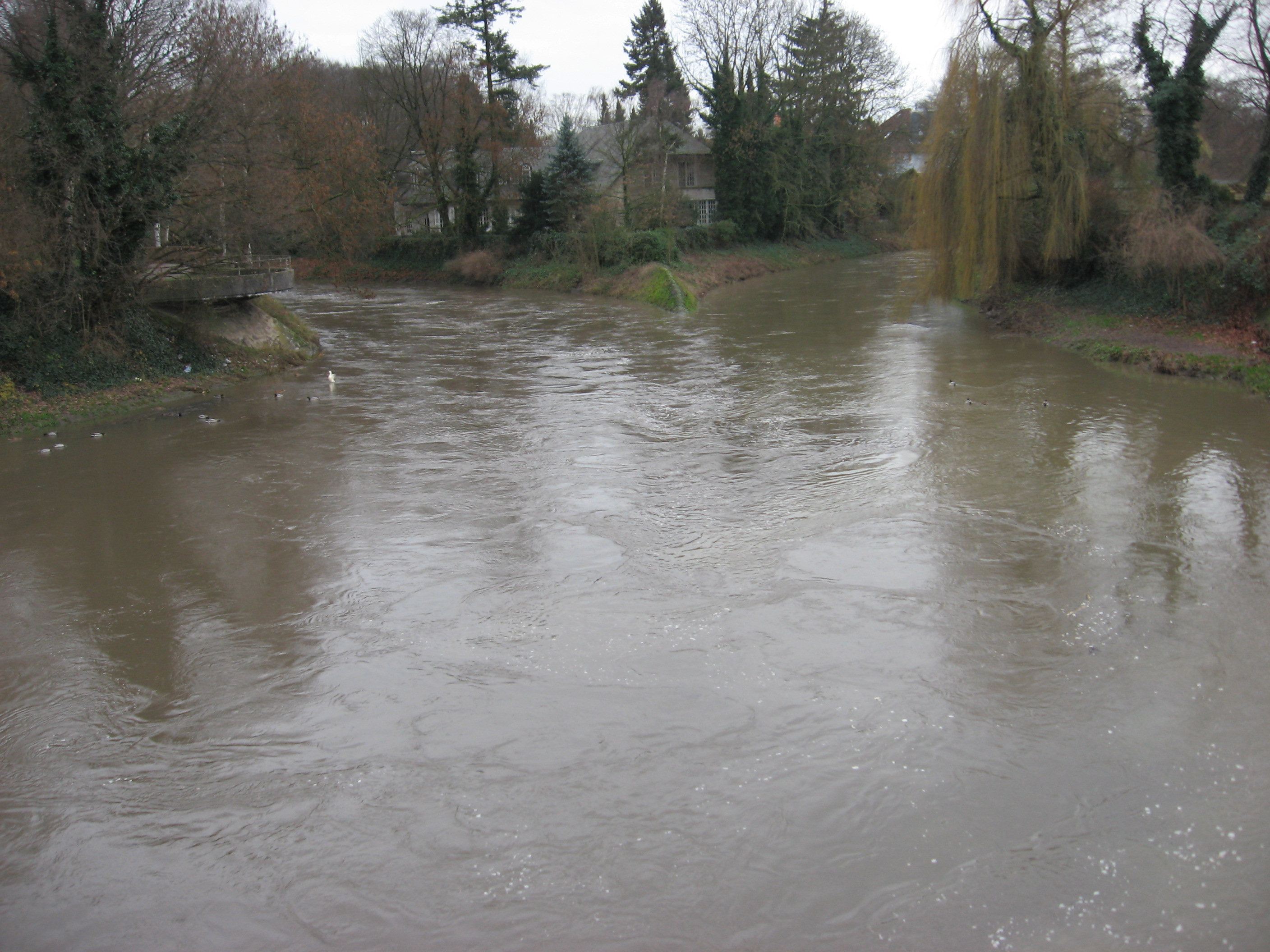
Zusammenfluss der Werre (links) mit der Aa bei leichtem Hochwasser

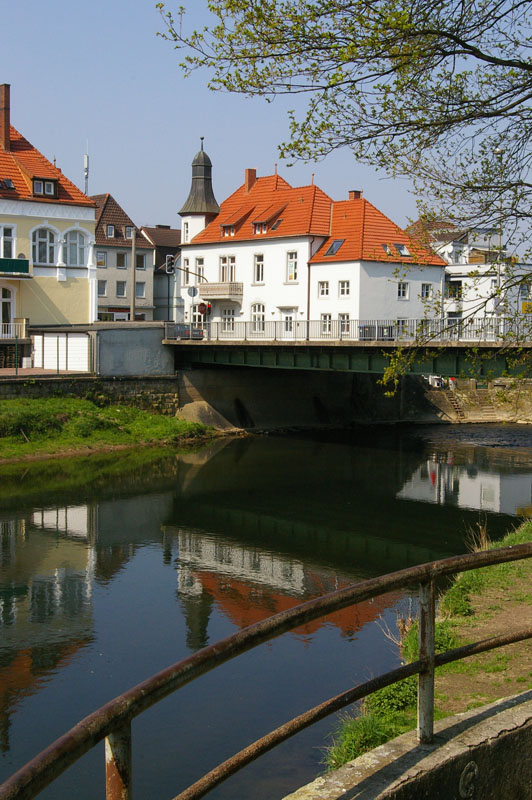
Hansabrücke im Jahr 2008

Auslöser für das Jahrhunderthochwasser war eine ungewöhnliche Wetterkonstellation. Aus dem Westen herangeführt, feuchtwarme ozeanische Luft traf auf kühlere, in Folge regneten erhebliche Niederschlagsmengen ab. In der Zeit zwischen dem 28. Januar bis zum 26. Februar wurde in Herford mit dem 14. Februar 1946 nur ein regenfreier Tag verzeichnet. Allein vom 8. auf den 9. Februar gingen 130 Liter auf den Quadratmeter nieder, ein Fünftel der jährlichen Regenmenge. Schon in den Wochen vorher wurde Herford mit Überschwemmungen betroffen, diese Mengen führten jedoch zur schwersten bekannten Naturkatastrophe in der Region.
Wegen des Brennholzmangels nach dem Zweiten Weltkrieg wurden zudem die umliegenden Wälder abgeholzt, so dass der Boden kein Wasser mehr aufnehmen konnte. Dadurch traten Werre und Aa innerhalb kürzester Zeit über die Ufer. Die noch in der Werre lagernden Trümmer der durch Fliegerangriffe zerstörten Eisenbahnbrücke der Strecke Herford-Altenbeken verhinderten den Wasserabfluss der Werre erheblich und führten oberhalb des Eisenbahndamms zu einem gewaltigen Aufstau, der bis zur Schienenoberkante reichte. Durch den Druck der aufgestauten 1,5 Millionen Kubikmeter Wassermassen brach der Bahndamm am Morgen des 9. Februars an vier Stellen. Mit gewaltigem Druck ergossen sich die Fluten ins tiefer liegende Stadtgebiet, so dass nahezu die gesamte Innenstadt überflutet wurde. Dabei richteten sie verheerende Schäden an den Häusern und den Ufern an.

## Betroffene Bereiche in Herford
Betroffen waren besonders die Neustadt, das Siedlungsgebiet am oberen Werrelauf, ein Teil der Altstadt, der Radewig, sowie der dicht besiedelte Unterlauf der Werre. In den Straßen der Innenstadt stand das Wasser stellenweise 1,50 Meter hoch. Auch die Brunnen und Pumpwerke zur Trinkwasserversorgung wurden durch die Überflutung gefährdet. Fatalerweise fiel die Hochwasserwelle der Aa – sonst für gewöhnlich vier bis sechs Stunden früher als die der Werre – zeitlich mit ihr zusammen. Durch die Wassermassen wurde auch die Hansabrücke weggerissen, die kurz hinter der Mündung der Aa in die Werre stand, wodurch die Strecke der Herforder Kleinbahn bis zum Mai 1949 unterbrochen wurde.

## Ausmaße des Hochwassers
Das ganze Ausmaß der Katastrophe zeigte sich, als das Wasser einige Tage später komplett abgeflossen war. Die sandreiche Werre hinterließ eine dicke Lehmschicht in den Gebäuden, die meisten Brücken waren beschädigt, die Wehre und Deiche reparaturbedürftig. Der Gasometer an der Werrestraße musste wegen Unterspülung abgebaut werden. An vielen Häusern waren große Schäden entstanden.

## Benachbarte Bereiche
Oberhalb und unterhalb von Herford waren weitere Orte von den Wassermassen betroffen. So traten oberhalb in Bad Salzuflen die Werre und in Lemgo die Bega über die Ufer und überflutete fast die gesamte Neustadt. Eine Ursache war, dass das Wehr am Langenbrücker Tor unter Eis lag und nicht mehr zu öffnen war. Durch die Schneeschmelze und den Regen staute sich das Wasser und suchte sich seinen Weg durch die Lemgoer Straßen, wo der Pegel bis zu einem Meter reichte. Teilweise kam man nur noch mit Booten durch die Stadt. Die Bega mündet in Bad Salzuflen in die Werre, wobei die Bega dort mehr Wasser führt, als die Werre.
Auch unterhalb in Löhne waren Teile der flussnahen Stadtteile Löhne-Ort, Gohfeld, Mennighüffen und Obernbeck überschwemmt, wobei Obernbeck am stärksten betroffen war. In Bad Oeynhausen, wo die Werre in die Weser mündet, versanken Teile von Dehme und Rehme in den Fluten. Bereits einen Tag vorher war an der Werre auf 40 Metern Länge ein Damm gebrochen, der erst zwei Jahre später wieder geschlossen wurde. Im Sielpark, einem großflächig angelegter Landschaftspark nördlich des Kurparks zwischen der Bahnstrecke Hamm–Minden und der Werre, gab es einen Wasserstand von zwei Metern – und damit Land unter. Die tiefergelegenen Grundstücke an Werre und Kaarbach, der im Bereich des Sielparks in die Werre mündet, waren vom Hochwasser betroffen. Die Werster Feuerwehr war Tag und Nacht im Einsatz und versorgte die betroffene Bevölkerung mit Hilfe von Schlauchbooten mit dem Lebensnotwendigen. Doch nicht nur die südlichen Teile von Werste wurden schwer getroffen, sondern auch Höfe entlang der Weser. Auch an der Weser in Minden gab es Überschwemmungen.

## Folgerungen
Das verheerende Hochwasser löste eine Diskussion aus. Die Erkenntnis: „Im 1400 Quadratkilometer großen Niederschlagsgebiet der Werre kann die Hochwassergefahr nur durch den Bau mehrerer Rückhaltebecken gemindert werden.“ Um deren Bau kümmerte sich der 1972 gegründete Werre-Wasserverband.

## Weitere starke Hochwasser
Ähnlich hoch unter Wasser stand die Herforder Innenstadt im Februar 1881, im November 1890 und 1925.